# Џејмс Гарнер
Џејмс Гарнер (енгл. James Garner), рођен 7. априла 1928. године у Норману, Оклахома (САД), умро 19. јула 2014. у Лос Анђелесу, Калифорнија, био је амерички глумац.

## Биографија
Имао је само пет година када му је умрла мајка, па је са двојицом браће три године живео код рођака. Касније је живео са оцем који се женио још четири пута, а Гарнера су физички малтретирале маћехе. Отишао је од куће са 14 година да би похађао средњу школу у Лос Анђелесу. Тамо је истовремено тренирао фудбал и радио као фото модел. Одликован је за војну службу у Корејском рату. Своје тешко детињство је описао у аутобиографији "The Garner Files" из 2011.
Сасвим случајно је почео да се бави глумом када му је један пријатељ продуцент дао улогу у представи на Бродвеју. Убрзо је уследио први телевизијски ангажман у вестерн серији "Маверик" у којој је играо од 1957. до 1960. Велику популарност је доживео још једном ТВ улогом у детективској серији "The Rockford Files" од 1974. до 1980. За ову улогу је 1977. освојио награду Еми. Награђен је са три Златна глобуса, за најбољег дебитанта 1958. и за улоге у ТВ филмовима "Decoration Day" 1991. и "Barbarians at the Gate" 1994.
Поред успешне каријере на телевизији Гарнер је остварио и завидну филмску каријеру. Његови најпознатији филмови су снимљени шездесетих година попут остварења "Гарсоњера за четворицу", "Велико бекство", "Помери се драга", "Американизација Емили", "Гран при". Остали филмови су "Виктор Викторија" (1982), "Марфијева романса" (1985, номинован за Оскара), "Маверик" (1994), "Свемирски каубоји" (2000), "Бележница" (2004).
Године 1960. добио је звезду на Холивудској стази славних. Удружење филмских глумаца му је 2005. доделило награду за животно дело.
Од 1956. па до смрти Гарнер је био у браку са глумицом Луизом Кларк, са којом има једну кћерку. Био је власник ауто мото тима, а дуго година је играо голф. Последњих година живота имао је доста здравствених проблема. Преживео је операцију на срцу и блажи мождани удар, а оперисао је оба колена.

## Филмографија
| Година | Изворни назив                          | Улога                                 | Напомене                   |
| ------ | -------------------------------------- | ------------------------------------- | -------------------------- |
| 1956   | Toward the Unknown                     | Major Joe Craven                      |                            |
| 1956   | The Girl He Left Behind                | Preston                               |                            |
| 1957   | Shoot-Out at Medicine Bend             | Sgt. John Maitland                    |                            |
| 1957   | Sayonara                               | Capt. Mike Bailey, USMC               |                            |
| 1958   | Darby's Rangers                        | Col. William Orlando Darby            |                            |
| 1959   | Up Periscope                           | Lt. j.g. Kenneth M. Braden            |                            |
| 1959   | Alias Jesse James                      | Bret Maverick                         | избрисане сцене            |
| 1960   | Cash McCall                            | Cash McCall                           |                            |
| 1961   | The Children's Hour                    | Dr. Joe Cardin                        |                            |
| 1962   | Boys' Night Out                        | Fred Williams                         |                            |
| 1963   | The Great Escape                       | Hendley "The Scrounger"               |                            |
| 1963   | The Thrill of It All                   | Dr. Gerald Boyer                      |                            |
| 1963   | The Wheeler Dealers                    | Henry Tyroon                          |                            |
| 1963   | Move Over, Darling                     | Nick Arden                            |                            |
| 1964   | Action on the Beach                    |                                       | кратак документарац        |
| 1964   | The Americanization of Emily           | Lt. Cmdr. Charles Edward Madison      |                            |
| 1965   | 36 Hours                               | Major Jefferson F. Pike               |                            |
| 1965   | The Art of Love                        | Casey Barnett                         |                            |
| 1966   | Grand Prix: Challenge of the Champions | непотписан                            | кратак документарац        |
| 1966   | A Man Could Get Killed                 | William Beddoes                       | извршни продуцент          |
| 1966   | Duel at Diablo                         | Jess Remsberg                         |                            |
| 1966   | Mister Buddwing                        | Mr. Buddwing                          |                            |
| 1966   | Grand Prix                             | Pete Aron                             | извршни продуцент          |
| 1967   | Hour of the Gun                        | Wyatt Earp                            |                            |
| 1968   | Once Upon a Wheel                      |                                       | документарац               |
| 1968   | The Man Who Makes the Difference       | непотписан                            | кратак документарац        |
| 1968   | How Sweet It Is!                       | Grif                                  |                            |
| 1968   | The Pink Jungle                        | Ben Morris                            |                            |
| 1969   | The Racing Scene                       | наратор                               | продуцент; документарац    |
| 1969   | Support Your Local Sheriff!            | Jason McCullough                      |                            |
| 1969   | Marlowe                                | Philip Marlowe                        |                            |
| 1970   | A Man Called Sledge                    | Luther Sledge                         |                            |
| 1971   | Support Your Local Gunfighter!         | Latigo Smith                          | извршни продуцент          |
| 1971   | Skin Game                              | Quincy                                | извршни продуцент          |
| 1972   | They Only Kill Their Masters           | Abel Marsh                            |                            |
| 1973   | One Little Indian                      | Keyes                                 |                            |
| 1974   | The Castaway Cowboy                    | Lincoln Costain                       |                            |
| 1980   | HealtH                                 | Harry Wolff                           |                            |
| 1981   | The Fan                                | Jake Berman                           |                            |
| 1982   | Victor Victoria                        | King Marchand                         |                            |
| 1984   | Heartsounds                            | Harold Lear                           | ТВ филм                    |
| 1984   | Tank                                   | Sgt Maj Zack Carey                    |                            |
| 1985   | Murphy's Romance                       | Murphy Jones                          |                            |
| 1985   | Promise                                | Bob Beuhler                           | ТВ филм; извршни продуцент |
| 1988   | Sunset                                 | Wyatt Earp                            |                            |
| 1989   | My Name is Bill W.                     | Dr. Robert 'Dr. Bob' Holbrook Smith   | ТВ филм; извршни продуцент |
| 1990   | Decoration Day                         | Albert Sidney Finch                   |                            |
| 1992   | The Distinguished Gentleman            | Jeff Johnson                          |                            |
| 1993   | Fire in the Sky                        | Frank Watters                         |                            |
| 1993   | Barbarians at the Gate                 | F. Ross Johnson                       | ТВ филм                    |
| 1994   | Breathing Lessons-                     | Ira Moran                             | ТВ филм                    |
| 1994   | Maverick                               | Zane Cooper                           |                            |
| 1995   | Larry McMurtry's Streets of Laredo     | Texas Ranger Woodrow F. Call          |                            |
| 1996   | Wild Bill: Hollywood Maverick          |                                       | документарац               |
| 1996   | My Fellow Americans                    | President Matt Douglas                |                            |
| 1997   | The Hidden Dimension                   | наратор                               | документарац               |
| 1997   | Dead Silence                           | John Potter                           | ТВ филм                    |
| 1998   | Twilight                               | Raymond Hope                          |                            |
| 1998   | Legalese                               | Norman Keane                          | ТВ филм                    |
| 1999   | One Special Night                      | Robert Woodward                       | ТВ филм                    |
| 2000   | The Last Debate                        | Mike Howley                           | ТВ филм                    |
| 2000   | Space Cowboys                          | Tank Sullivan                         |                            |
| 2001   | Atlantis: The Lost Empire              | Commander Lyle Tiberius Rourke (глас) |                            |
| 2002   | Divine Secrets of the Ya-Ya Sisterhood | Shepard James Walker "Shep"           |                            |
| 2003   | The Land Before Time X                 | Pat (глас)                            | DVD филм                   |
| 2004   | The Notebook                           | Old Noah Calhoun "Duke"               |                            |
| 2004   | Al Roach: Private Investigator         | Al Roach                              | кратак филм                |
| 2007   | The Ultimate Gift                      | Red Stevens                           |                            |
| 2007   | Battle for Terra                       | Doron (глас)                          |                            |
| 2010   | Superman/Shazam!                       | Shazam (глас)                         |                            |